# Kokrajhar
Kokrajhar ist eine Stadt im indischen Bundesstaat Assam. Die Stadt liegt in der Region Bodoland.
Die Stadt ist Hauptort des Distrikts Kokrajhar. Kokrajhar hat den Status eines Municipal Boards. Die Stadt ist in 10 Wards gegliedert. Sie hatte am Stichtag der Volkszählung 2011 34.136 Einwohner, von denen 17.567 Männer und 16.569 Frauen waren. Hindus bilden mit einem Anteil von über 94 % die Mehrheit der Bevölkerung in der Stadt. Muslime bilden eine Minderheit von über 2 %. Die Alphabetisierungsrate lag 2011 bei 90,0 % und damit deutlich über dem nationalen Durchschnitt. 22,9 % gehören den Scheduled Tribes an.
Der Bahnhof Kokrajhar liegt am Abschnitt New Jalpaiguri – New Bongaigaon der Hauptlinie Barauni – Guwahati unter der Northeast Frontier Railway zone der Indian Railways.